# Wijzigingswet
Een wijzigingswet is de aanduiding voor een wet die (voornamelijk) andere wetten wijzigt. Een wijzigingswet voegt bijvoorbeeld artikelen/paragrafen aan een wet toe, wijzigt de tekst ervan of heft ze op.
Er bestaan enkele verschillen in terminologie tussen Belgische en Nederlandse wijzigingswetten. Zo worden in België zowel wetsartikelen als gehele wetten "opgeheven", terwijl in Nederland wetsartikelen komen te "vervallen" en gehele wetten worden "ingetrokken". Nederlandse wijzigingswetten hebben vaak geen citeertitel en worden onderverdeeld in artikelen met Romeinse cijfers (art. 234, Ar). 
In België hebben decreten kracht van wet en kunnen ze (oude) wetten wijzigen die gewest- of gemeenschapsaangelegenheden regelen. De wijziging heeft alleen gevolgen voor het grondgebied van het desbetreffende gewest of gemeenschap, waardoor er meerdere versies van een wet ontstaan.
In Duitsland worden wijzigingswetten ook wel Artikelgesetze genoemd, omdat ze in artikelen zijn onderverdeeld in plaats van paragrafen, zoals dat bij gewone Duitse wetten gebruikelijk is.
In de constitutie van Zweden wordt uitdrukkelijk bepaald dat alleen de wet wetten kan wijzigen of opheffen (En lag får inte ändras eller upphävas på annat sätt än genom lag., Regeringsformen, hoofdstuk 8, §18).
Een wijzigingswet geeft niet aan hoe de integrale wettekst zal luiden als de wijzigingen zijn doorgevoerd. Daarom worden wetteksten door de overheid ook vaak in geconsolideerde vorm aangeboden. 
Het wijzigen van een wet is een eenmalige handeling. Op het moment dat alle wijzigingen zijn doorgevoerd, heeft de wijzigingswet geen functie meer en is ze, zoals dat genoemd wordt, "materieel uitgewerkt".